# Azem Vllasi
Azem Vllasi (Rubovci, Kosovska Kamenica, 23. prosinca 1948.), kosovski albanski pravnik, analitičar, političar i visoki dužnosnik. Obnašao dužnost predsjednika Saveza komunista Kosova (alb. Lidhja Komuniste e Kosovës).
Vezan s Hrvatskom. Govorio je " Nakon moga rodnog Kosova, Trogir i Hrvatska druga su mi domovina".

## Životopis
Aktivan u Savezu omladine Kosova, dijelu Saveza socijalističke omladine Jugoslavije. Politički aktivan od 1967. godine, nadahnut ljevičarskim zbivanjima u Europi. Kao mladić bio na čelu organizacija mladih: studentske lige Kosova i Jugoslavije. Nije bio sudionik studentskih demonstracija 27. studenoga 1968. u Prištini. Razumio je to i nije se protivio, ali smatrao je to onda nepotrebnim, jer je 1966. pala Rankovićeva strahovlada, uveliko je uzeo maha politički proces svestrane emancipacije Albanaca i Kosova, toliki da se u raspravama o ustavnim promjenama koje su tad bile trajale slobodno moglo iznijeti svako mišljenje, pa i ono da Kosovo bude Republika. 1969. godine izabran za predsjednika Saveza studenata Kosova, a 1971. suglasnošću svih studentskih organizacija republika i Vojvodine za predsjednika Saveza studenata Jugoslavije. Od 1974. i na čelu SSOJ-a. Postao je popularan i stekao je potporu predsjednika Tita, što mu je omogućilo postati prvim vođom omladinske organizacije koji je ponovno izabran na čelo organizacije, 1977. godine. Studirao od 1968. godine u Beogradu na Fakultetu političkih znanosti, no prebacio se na Pravni fakultet u Prištini gdje je 1973. završio studij prava. Među prvim je plodouživateljima rezultata veće ravnopravnosti Albanaca i Kosova u Jugoslaviji po Ustavu iz 1974. godine.
Poslije studija ušao u višu politiku. Godine 1980. javno je prozvao komunističkog diktatora Albanije Envera Hoxhu tvrdnjom da su etnički Albanci u Jugoslaviji bolji nego ljudi u Albaniji, a Hoxhinu vladavinu nazvao brutalnom i diktatorskom.
S Titom je bio u bliskim odnosima. Kako je kazao u intervjuu, zanimao je Tita i kao Albanac, vjerojatno i zato što se kao i mnogi drugi naslušao predrasuda o Albancima iz arsenala srpske propagande. Nakon službenih susreta, kad su bili nasamo, Tito je pitao Vllasija o stanju na Kosovu, a jednom i što bi Albanci još htjeli da bi bili zadovoljni kao drugi u Jugoslaviji. Vllasi je rekao da žele status federalne jedinice, što je značilo republiku. Tito je odgovorio da će sve traženo imati, preporučivši mu da zasad ne inzistiraju i na samom nazivu republika, jer je to osjetljivo zbog "drugih", sigurno govoreći o Srbima, ali da će se vremenom i to riješiti. Isto je ponovio i kosovskom rukovodstvu, kako je poslije potvrdio predsjednik SK Kosova Mahmut Bakali.
Prvi Vllasijevi politički uzori bili su Skenderbeg, osnivač prve države Albanaca iz 1912. Ismail Qemajli, borci za slobodu Kosova i Albanaca, od, Prizrenske Lige’’ 1878. godine kao što su Abdyl Frashëri, pa Hasan Prishtina, sve do Shabana Paluze i Fadila Hoxhe iz antifašističkog rata 1941-1945. godine, a u Jugoslaviji su Tito i Veljko Vlahović.
Bio je 11. predsjednik Saveza komunista Kosova, od svibnja 1986. do 1988. godine, zajedno s Kaquskom Jashari. On i Kaqusha Jashari bili su vodeći kosovski političari. 1988. uspješno smirio štrajk rudara u Trepči, koji je bio iskaz otpora velikosrpskim pretenzijama i ugrožavanju kosovske autonomije. Vllasi je bio sinonim tog otpora i imao podršku naroda u tom otporu. Vllasi je upozoravao svoje i druge da Milošević se ne će zadovoljiti samo Kosovom nego će ići dalje, na Hrvatsku i na Bosnu, što se poslije pokazalo točnim. Jeseni 1988. sukobili su se i Vllasi i Jashari s tadašnjim vodstvom Srbije, jer oboje su se suprotstavili ustavnim i političkim promjenama koje je najavljivao Slobodan Milošević najavljivao, a koje su predviđale da se Kosovu oduzme visoki stupanj autonomije po Ustavu SFRJ iz 1974. godine, pa su studenoga 1988. u antibirokratskoj revoluciji oboje smijenjeni, a na njihova mjesta postavljeni kadrovi koji su odgovarali Slobodanu Miloševiću. Na Kosovu je uvedeno izvanredno stanje. Vllasi je doživio političko suđenje. Bio je zatvoren. Supruga Nadira Avdić Vllasi napisala je Za (odbranu) Azema Vllasija : izbor članaka. Nakon izlaska iz zatvora okrenuo se odvjetničkom poslu.
Bio je u teškim financijskim mukama po izlasku iz zatvora. Tad mu je urednik Slobodne Dalmacije Joško Kulušić predložio biti kolumnistom i uskoro su mu objavili feljtone iz knjige zatvorskih zapisa “Majstori mraka”. Vrlo se vezao za Hrvatsku i uvijek je zapamtio hrvatsku potporu dok je bio u zatvoru, ističući potporu Splićana ispred hotela “Belvedere” i plakat koji su ispisali velikim slovima “Sloboda za Vlasija”.
Član Saveza komunista Kosova do 1989. godine. Iste godine uhićen i potezan po sudovima, a istu godinu okarakterizirao je kao početak okupacije Kosova. S vlasti je otišao, ali ne i politike. Prvi posjet nakon izlaska iz zatvora bio je posjet Hrvatskoj. 1990. godine snimljen je TV-film prema Vllasijevu scenariju Majstori mraka. Za vrijeme Domovinskog rata solidarizirao se s hrvatskim narodom koji mu je dao potporu u najtežim trenutcima. 
Preživio je Vllasi raspad SFRJ, mobilizacije,  srbijanske ratove protiv susjeda i rat za neovisnost. Od 2004. godine član Socijaldemokratske stranke Kosova. Prosinca 2005. kosovski premijer Bajram Kosumi postavio je Vllasija na mjesto posebnog savjetnika za pregovore o konačnom statusu Kosova. Vllasi je također bio politički savjetnik kosovskom premijeru Agimu Çekuu.
Kosovsku neovisnost o Srbiji dokazivao činjenicom da je Jugoslavija bila državni okvir za Kosovo, a ne Srbija. Objasnio je da pokušaji srpskog rukovodstva da dokažu da je Kosovo dio Srbije su prazne priče, jer Kosovo nikada nije bilo u sastavu Srbije kao suverene i međunarodno priznate države. Kosovo je bilo u sastavu Srbije jedino od 1912. do 1914. godine ali to je bilo silom. Od stvaranja Kraljevine SHS 1. prosinca 1918., pa preko svih Jugoslavija, sve do 21. svibnja 2006. godine kada je Crna Gora referendumom vratila državnost, Srbija nije ni bila suverena i međunarodno priznata država, nego uvijek dio i u sastavu federalne države koja je imala to svojstvo. Premda je Kosovo nosilo u imenu naziv pokrajine po posljednjem legalnom Ustavu Jugoslavije, Srbije i Kosova bilo je, prije svega federalna jedinica. Sveze između Srbije i Kosova bile su više simbolične negoli funkcionalne, a i one su postojale tek u okviru Jugoslavije.
Na Vllasija je 13. ožujka 2017. izvršen napad vatrenim oružjem. U osobnoj izjavi ocijenio je da ga je po svim karakteristikama napao naručeni atentator.

## Djela
- Vllasi, Azem: Majstori mraka : zatvorski zapisi, Zagreb : Globus, 1990.
- Vllasi, Azem; Avdić, Ekrem: Stogodišnji put slobode : geneza i slom velikosrpske arogancije : 1912. – 2012. , Sarajevo : Sak-trade, 2013.